# Ribes de Freser
Ribes de Freser – gmina w Hiszpanii, w prowincji Girona, w Katalonii, o powierzchni 42,17 km². W 2011 roku gmina liczyła 1914 mieszkańców.